# Спортинг (пляжный футбольный клуб)
«Спортинг» (порт. Sporting) — португальский пляжный футбольный клуб из города Лиссабон. Являлся официальным отделением пляжного футбола при футбольном клубе «Спортинг». Команда существовала с 2005 по 2022 год и выступала в чемпионате Португалии.

## История
На чемпионате Португалии 2005 года (Liga Nacional) «Спортинг» дошёл до финала, где уступил «Порту» (3:4). Футболист команды Филипе Гайдао по итогам турнира был признан лучшим игроком. На первом турнире чемпионата Португалии в новом формате в 2010 году «Спортинг» под руководством Жозе Матеуша стал победителем не проиграв ни одного матча, а Маджер добился звания лучшего бомбардира чемпионата. Впоследствии команда становилась чемпионом страны в 2016 и 2020 годах.
Лучшим результатом в Кубке Португалии стал выход в финал турнира 2019 года, когда «Спортинг» уступил «Браге» (4:8)..
«Спортинг» был приглашён на первый розыгрыш Клубного Мундиалито 2011 года, который состоялся в Бразилии. Португальцы сумели выйти в финал, где уступили «Васко да Гама» (2:4). На следующем турнире 2012 года команда стала четвёртой, в 2015 и 2017 годах не смогла преодолеть групповой этап, а в 2019 году стала пятой.
Кроме того, клуб неоднократно выступал в Кубке европейских чемпионов, где лучшим результатом является пятое место на турнире 2018 года
Также команда была участником Кубка Барселоны 2015 года (4 место), Кубка Евразии 2017 года (3 место) и Кубка Аланьи 2018 года (2 место).
В 2014 году секцию пляжного футбола «Спортинга» возглавил Маджер.
В октябре 2022 года руководство «Спортинга» из-за неудовлетворительных результатов приняло решение расформировать свой клуб по пляжному футболу.

## Достижения
- Чемпион Португалии: 2005 (как лигу), 2010, 2016, 2020
- Финалист Кубка Португалии: 2019
- Финалист Клубного Мундиалито: 2011

## Статистика
| Кубок европейских чемпионов по пляжному футболу: - 2017 — 7 место - 2018 — 5 место - 2019 — 11 место - 2020 — 9 место - 2021 — 1/32 финала - 2022 — 11 место Клубный Мундиалито по пляжному футболу: - 2011 — финалист - 2012 — 4 место - 2015 — групповой этап - 2017 — групповой этап - 2019 — 5 место | Чемпионат Португалии по пляжному футболу: - 2010 — победитель - 2011 — второе место - 2014 — второе место - 2015 — второе место - 2016 — победитель - 2017 — второе место - 2018 — второе место - 2019 — второе место - 2020 — победитель - 2021 — третье место - 2022 — третье место |